# Timaná
Timaná – miasto w Kolumbii, w departamencie Huila.